# Wells Fargo
Wells Fargo & Co és una companyia estatunidenca de serveis financers amb operacions a tot el món.
L'actual Wells Fargo és el resultat de l'adquisició de la californiana California Wells Fargo & Co. per part de la corporació amb seu a Minneapolis Norwest Corporation el 1998. La nova empresa va optar per conservar el nom històric de Wells Fargo a fi de capitalitzar el reconeixement popular d'aquest nom als Estats Units des dels temps del Far West. Després de l'adquisició, l'empresa matriu va traslladar la seva seu a San Francisco (Califòrnia).